# Johan Ulfstjerna
Johan Ulfstjerna è un film del 1923, diretto da John W. Brunius, basato sull’opera teatrale omonima di Tor Hedberg.

## Trama
Johan Ulfstjerna è un intellettuale benvoluto dal potere che un dittatore straniero, nella persona del governatore, esercita sul suo paese, mentre suo figlio Helge, come la sua fidanzata Agda e la maggior parte della popolazione, è di tendenze libertarie, e vorrebbe scrollarsi di dosso il giogo dell’oppressione. Johan tuttavia ha dei dubbi, al punto che si appresta, di lì a due giorni, a presentare personalmente al governo la rinuncia ad un vitalizio che questo intende assegnargli, mentre Helge viene cooptato da un gruppo di resistenza, e viene estratto a sorte come colui che, in una missione quasi sicuramente suicida, dovrà uccidere il governatore.
I giorni successivi sono di apprensione per Helge ed Agda, che riscoprono in un libro di poesie di gioventù di Johan il loro stesso afflato ideale, e per Johan, che è venuto a sapere della missione del figlio ancora prima che Agda gliela confessasse in segreto, chiedendogli, in un tentativo che sa essere senza speranza, di salvarle il fidanzato. Al secondo giorno padre e figlio si presentano a palazzo, ciascuno con i propri scopi: Johan, però, si fa consegnare temporaneamente con un pretesto la rivoltella che sa che Helge ha con sé, e, una volta ammesso dal governatore, gli spara, sapendo di andare incontro così a morte sicura. Tempo dopo, Helge, Agda, insieme col loro figlioletto di pochi anni e alla vedova Ulfstjerna si stringono attorno al ritratto di Johann che campeggia alla parete.